# Казе Трапето (Трапани)
Казе Трапето је насеље у Италији у округу Трапани, региону Сицилија.
Према процени из 2011. у насељу је живело 6 становника. Насеље се налази на надморској висини од 117 м.